# Modesto Fonseca
Modesto Fonseca Milán (Bayamo, Oriente, Cuba, 15 de julio de 1847-Cuba, ca. 1915) fue un militar cubano del siglo XIX.

## Síntesis biográfica
Modesto Fonseca Milán nació en la ciudad de Bayamo, Oriente, Cuba, el 15 de julio de 1847.
El 10 de octubre de 1868 estalló la Guerra de los Diez Años (1868-1878), primera guerra por la independencia de Cuba. 
La ciudad natal de Modesto Fonseca fue la primera ciudad tomada por las fuerzas independentistas cubanas, el 18 de octubre de 1868, y él decidió unirse al Ejército Mambí. Fue nombrado escribano por el líder cubano Carlos Manuel de Céspedes, en un primer momento. 
Fonseca combatió en su región de origen hasta 1870. Siendo Capitán, se unió a las fuerzas del Mayor general Vicente García González, quien lo ascendió a Comandante, en diciembre de ese mismo año. 
Fungió como ayudante del General García y fue ascendido a Teniente Coronel en febrero de 1873. Siendo tan cercano al General García, participó junto a éste en la Sedición de Lagunas de Varona, en 1875. En 1876, se disgustó con García y se distanció por unos meses. Sin embargo, para septiembre de ese año, ya había regresado junto a su caudillo. 
Participó junto a su jefe en la Segunda toma de Las Tunas, a fines de septiembre de 1876, y su posterior incendio, al no poder retener la ciudad en manos cubanas. En 1877, Fonseca secundó a su jefe en la Sedición de Santa Rita. 
El 10 de febrero de 1878, se firma el Pacto del Zanjón, que puso fin oficialmente a la guerra, sin reconocer la independencia de Cuba. Un numeroso grupo de oficiales, principalmente orientales, se opuso a dicho pacto. El Mayor general Vicente García González también se opuso a dicho pacto y el Coronel Fonseca lo siguió. Ambos participaron en la Protesta de Baraguá, el 15 de marzo de ese año. 
Meses después, ya concluida la guerra, Vicente García y sus seguidores marcharon al exilio. Tras un primer intento fallido, el Brigadier Fonseca logró desembarcar en Cuba el 7 de mayo de 1880, junto al Mayor general Calixto García, para unirse a la Guerra Chiquita (1879-1880), segunda guerra por la independencia de Cuba. Hecho prisionero por el enemigo el 13 de agosto de ese mismo año, posteriormente volvió al exilio. 
Luego de esto, se le pierde el rastro casi por completo. Se desconoce por qué el Brigadier Fonseca no participó en la Guerra Necesaria (1895-1898). Sin embargo, ocupó cargos en la administración pública de Cuba ya independiente hasta 1915, año en que cumplió 68 años de edad. Se desconoce su fecha de fallecimiento, aunque debió ser posterior a 1915 o en ese mismo año. 